# Enrique de Beaufort
Enrique de Beaufort (1374-1447), obispo inglés y tío de Enrique V de Inglaterra. De capital importancia durante la guerra de los Cien Años que enfrentó a su país y a Francia, especialmente destacado en la batalla de Agincourt.

## Su familia
Nacido en 1374 en el castillo de Beaufort, en Anjou, Francia, era hijo natural de Juan de Gante (duque de Lancaster), y de su amante Catalina de Roet-Swynford y, por consiguiente, nieto del rey Eduardo III. Cuando Enrique tenía 16 años su padre finalmente se casó con su madre, lo que en teoría lo hubiese puesto en la línea de sucesión del trono. Sin embargo, Ricardo II prohibió que los cuatro niños quedaran en la línea hereditaria mediante un decreto.

## Beaufort y la carrera religiosa
Haciendo una meteórica carrera, la Iglesia nombró a Enrique obispo de Lincoln en 1398, cuando el joven noble contaba tan sólo con 24 años de edad. 
Medio hermano del rey Enrique IV, Beaufort fue nombrado Canciller de Inglaterra cuando aquel asesinó a Ricardo II y usurpó el trono de Londres.

## Enrique de Beaufort y Enrique V
Muy inteligente, ambicioso y prudente, Beaufort se ganó el cariño de su sobrino Enrique V. Este apoyo de Beaufort a la Casa de Lancaster le valió el odio del Arzobispo de Canterbury, que en 1411 consiguió expulsar a ambos de los Reales Consejos.
A la muerte de Enrique IV, Beaufort se convirtió en el más poderoso e influyente consejero de Enrique V.

## En Agincourt
Beaufort apoyó a Enrique V cuando este se embarcó en la campaña de Francia (1413-1415), convirtiéndose en su banquero y prestamista además de jefe de reclutamiento bajo el sistema de contrata, un avance sustancial en comparación con la leva feudal que practicaba el enemigo. El insobornable apoyo de Beaufort a su sobrino llegó a ser una de las causas primordiales de su éxito en la batalla de Agincourt.

## Hechos posteriores de su vida
Enrique de Beaufort sobrevivió a Agincourt y fue repuesto por Enrique V en el cargo de Canciller, del que también había sido despedido. De inmediato Beaufort se puso a trabajar por la candidatura del papa Martín V, el cual, cuando fue entronizado, retribuyó a Beaufort elevándolo a la púrpura cardenalicia en 1427.
Su sobrino el rey falleció en 1422. Beaufort se convirtió, entonces, en el principal impulsor del derecho real del pequeño Enrique VI, de tan solo un año de edad. Esto le valió la enemistad de quien quería para sí la regencia y tal vez el trono, el duque Humberto de Gloucester. La insistencia de Beaufort en el derecho del niño puso en riesgo el delicado equilibrio de la alianza de Inglaterra y Borgoña en contra de Francia, porque Beaufort no era un dirigente amado por el pueblo y los borgoñones, quienes pensaron que se había pasado al bando francés pretendiendo coronar a un niño pequeño que no podría seguir llevando adelante la guerra de los Cien Años.
Pero los desvelos de Beaufort rendirían sus frutos en 1430, cuando consiguió coronar a su protegido como rey de Francia e Inglaterra en la Catedral de Notre Dame de París. 
El cardenal Enrique de Beaufort fue el presidente del tribunal que en 1431 condenó a muerte a Juana de Arco.
La unificación de las dos coronas no puso fin, empero, a la guerra. El Concilio de Arrás (en el que Beaufort tuvo un papel preponderante) fracasó en su empeño de obtener la paz entre ambos países y llevó, en definitiva, a la ruptura de la alianza angloborgoñona. Sin cejar en su empeño de concluir con el conflicto, Beaufort se vio una vez más acorralado por su viejo enemigo Gloucester, que deseaba que el mismo continuase.
El papa Martín V le nombró en 1427 legado papal para Alemania, Hungría y Bohemia, y se le encargó que dirigiera la cuarta cruzada contra los husitas heréticos en Bohemia. Sin embargo, las tropas católicas sufrieron una derrota contundente en la batalla de Tachov en 1427.
Sus esfuerzos de paz concluyeron cuando Beaufort logró la devolución del duque Carlos de Orleans (a quien los ingleses habían capturado en Agincourt y mantenían prisionero desde entonces). Poco después de este gran logro, el cardenal Beaufort se retiró de la vida pública.
Tuvo tiempo todavía de casar a su protegido Enrique VI con la princesa Margarita de Anjou en 1445. Enrique de Beaufort murió en 1447 y está enterrado en la Catedral de Winchester.